# Santiago del Teide (kommun)
Santiago del Teide är en kommun i Spanien. Den ligger i provinsen Santa Cruz de Tenerife i den autonoma regionen Kanarieöarna i sydvästra delen av landet, 1 800 km sydväst om huvudstaden Madrid. Antalet invånare är 12 373 (2024). Santiago del Teide ligger på ön Teneriffa.